# فعالان سیاسی و اجتماعی بازداشت‌شده خیزش ۱۴۰۱ ایران
فعالان سیاسی و اجتماعی بازداشت‌شده در خیزش ۱۴۰۱ ایران، گروهی از بازداشت‌شدگان توسط جمهوری اسلامی هستند. موج بازداشت معترضان با گسترده‌تر شدن دامنه اعتراضات آغاز شد.

## آغاز موج بازداشت‌ها در خیزش ۱۴۰۱
مأموران امنیتی جمهوری اسلامی از شهریور و در جریان خیزش ۱۴۰۱ ایران شمار قابل توجهی از کنشگران مدنی و سیاسی و مطبوعاتی را بازداشت کردند.

## برخی از بازداشت‌شدگان
- گلرخ ایرایی؛ فعال مدنی و فعال حقوق بشر، در ۴ مهر ۱۴۰۱ به دست نیروهای امنیتی جمهوری اسلامی در خانه‌اش و در تهران بازداشت شده و به مکان نامعلومی منتقل شد. نیروهای امنیتی در هنگام بازداشت، اقدام به تفتیش منزل و نیز ضبط برخی از لوازم شخصی وی کردند.[۲۸]
- آرش صادقی؛ (همسر گلرخ ایرایی) فعال مدنی و حقوق بشر و زندانی سیاسی سابق، در ۲۰ مهر ۱۴۰۱ دستگیر شد. وی در موقع تماس با خانواده‌اش گفته‌است که به بند ۲۰۹ زندان اوین متعلق به وزارت اطلاعات منتقل شده‌است.[۲۹]
- رها آجودانی ، زن ترنس و فعال حقوق بشر طی دو بار توسط نهاد های امنیتی ، نخستین بار ۴ آبان ۱۴۰۱ توسط وزارت اطلاعات و دومین بار ۲۶ آذر ۱۴۰۱ در یورش نیرو های امنیتی اطلاعات سپاه به منزلش بازداشت شد نشانی=http://iranwire.com/fa/blogs/120490
- الهام افکاری؛ خواهر نوید افکاری (کشتی‌گیر و زندانی سیاسی اعدام‌شده در ایران) در ۱۹ آبان ۱۴۰۱ به همراه همسر و دختر ۳ ساله‌اش بازداشت شده و به بازداشتگاه اطلاعات (بازداشتگاه پلاک ۱۰۰) در شیراز منتقل شد.[۳۰][۳۱]
- دنیا راد؛ منشی صحنه و کنشگر مدنی که عکسی از خود در حال نافرمانی مدنی و «خوردن صبحانه بدون حجاب» در یک قهوه‌خانه منتشر کرد؛ این عکس با اشتراک فراوان کاربران در اینترنت، همه‌بین شد و به همین دلیل، او توسط نهادهای امنیتی دستگیر شد.[۳۲]
- زهرا زارع سراجی؛ فعال مدنی و زندانی سیاسی سابق، در ۲۴ مهر ۱۴۰۱ به دست نیروهای امنیتی در خانه‌اش بازداشت شد. مأموران ضمن تفتیش منزلش برخی از وسایل او را ضبط کرده و با خود بردند. وی در یک تماس تلفنی با خانواده از انتقال خود به بند ۲۰۹ زندان اوین خبر داد.[۳۳]
- فاطمه سپهری؛ (خواهر محمدحسین سپهری) کنشگر سیاسی و فعال حقوق زنان در ۳۰ شهریور ۱۴۰۱ در پی یورش مأموران امنیتی به منزلش بازداشت شده و به مکان نامعلومی منتقل شد.[۳۴]
- فریده مرادخانی؛ (خواهرزادهٔ سید علی خامنه‌ای) فعال مدنی در ۲ آذر ۱۴۰۱ هنگام مراجعه به دادسرا برای ابلاغ حکم دادگاه، بازداشت شده و به زندان منتقل گردید. وی چند ماه پیش از بازداشت، کارزاری در حمایت از زندانیان، راه‌اندازی کرده‌بود.[۳۵]
- هیوا مسعودی؛ فعال مدنی و زندانی سیاسی سابق، در ۴ مهر ۱۴۰۱ از سوی اداره اطلاعات شهر سنندج در خانه بازداشت شده و به مدت ۵۰ روز در سلول انفرادی بازداشتگاه اطلاعات، نگهداری شد.[۳۶] اتهام این فعال مدنی «تبانی و اجتماع علیه امنیت ملی» و «تبلیغ علیه نظام» عنوان شده‌است.[۳۷]
- ندا ناجی؛ کنشگر اجتماعی و فعال حقوق کارگران است که با یورش نیروهای حکومتی به خانه‌اش بازداشت شد.[۳۸]
- پوران ناظمی؛ کنشگر سیاسی، نویسنده و شاعر در ۲۷ مهر ۱۴۰۱ با حمله مأموران وزارت اطلاعات به خانه‌اش و بدون ارائه هیچ حکمی بازداشت شده و به سلول انفرادی بند ۲۰۹ زندان اوین منتقل شد.[۳۹]

همچنین در بهمن ۱۴۰۱ نیز پوران ناظمی به همراه خواهرش پروانه ناظمی، بدون حکم قاضی، در بیمارستان مهرگان کرمان بازداشت شد.
- بهاره هدایت؛ کنشگر و زندانی سیاسی سابق، در ۱۱ مهر ۱۴۰۱ به دست نیروهای امنیتی در تهران بازداشت شد. وی در تماسی تلفنی به خانواده‌اش اطلاع داد که در بازداشتگاه وزارت اطلاعات (بند ۲۰۹ اوین) است و از دلیل بازداشت و اتهامات خود اطلاعی ندارد.[۴۱]
- فائزه عبدی‌پور؛ در ۱ آذر ۱۴۰۱ در گرگان بازداشت شد.[۴۲][۴۳]
- محیا واحدی؛ فعال حقوق کودکان و مددکار اجتماعی که در ۲۵ دی ۱۴۰۱ به دست نیروهای امنیتی جمهوری اسلامی در خانه‌اش بازداشت شده و به زندان اوین منتقل شد.[۴۴]
- حسین معصومی؛ فعال سیاسی و فعال دانشجویی سابق، در ۱۰ مهر ۱۴۰۱ به دست نیروهای حکومتی دستگیر شده و به بازداشتگاه وزارت اطلاعات (بند ۲۰۹ زندان اوین) منتقل شد.[۴۵]
- سعید سلطان‌پور؛ در ۱ آذر ۱۴۰۱ در کرج دستگیر شد.[۴۶][۴۷]
- عباس هاشم‌پور؛ فعال کارگری و محیط زیست، در ۷ مهر ۱۴۰۱ در شهر اشنویه به دست نیروهای امنیتی دستگیر شده و به مکان نامعلومی منتقل گردید.[۴۸]
- فعالان مدنی‌ای همچون: میثم جولانی، محمد جولانی، عسگر اکبرزاده و سعید صادقی‌فر نیز در ۳۱ شهریور ۱۴۰۱ به دست نیروهای امنیتی در اردبیل بازداشت شده و به مکان نامعلومی منتقل شدند.[۴۹]
- مجید توکلی؛ در ۱ مهر ۱۴۰۱ شبانه در خانه و با ایجاد وحشت به دست مأموران امنیتی بازداشت شد.[۵۰]
- حسین رونقی؛ وبلاگ‌نویس و فعال مدنی، در ۲ مهر ۱۴۰۱ به همراه وکیلان خود یعنی میلاد پناهی‌پور و سعید جلیلیان به دادسرای اوین مراجعه کرد؛ آن‌ها پس از ضرب و جرح به دست مأموران در مقابل دادسرا بازداشت شده و به زندان برده شدند. رونقی در اعتراض به وضعیت خود، اعتصاب غذا کرد.[۵۱]
- محمدرضا جلایی‌پور؛ پژوهشگر اجتماعی، کنشگر مدنی و فعال سیاسی، در مهر ۱۴۰۱ بازداشت شد.[۵۲]
- علی سرتیپ زاده[۵۳] پژوهشگر اجتماعی و فعال سیاسی، کارمند نظام مهندسی کرج در آبان ۱۴۰۱ توسط نهاد امنیتی به مدت ۳ روز بازداشت و به اتهام شرکت در تظاهرات و اعتراضات در فضای مجازی به دادگاه معرفی شد .
- هانیه دائمی (خواهر آتنا دائمی) به همراه همسرش حسین فاتحی در ۱ مهر ۱۴۰۱ و در خانه، به دست توسط مأموران امنیتی بازداشت شده و به مکانی نامعلوم برده شدند.[۵۴]
- فائزه هاشمی؛ در ۵ مهر ۱۴۰۱ توسط یک نهاد امنیتی به اتهام «تحریک اغتشاشگران به اعتراضات خیابانی» فراخوانده شده و در «شرق تهران» بازداشت شد.[۵۵][۵۶]
- فرانک رفیعی، باران ساعدی، ماهرو هدایتی، آزاده جماعتی، بهار زنگی‌بند، گشین محمدیان و ریزان احمدی نیز در کردستان بازداشت شدند.[۴۹]
- میلاد ارسنجانی نیز یکی از بازداشت‌شدگان خیزش ۱۴۰۱ است.[۴۹]
- برخی از فعالان حقوق زنان، همچون: ژینا مدرس کرجی در سنندج، اوین راستی در مریوان، لیلا صالحی در بیجار و نیز منصوره موسوی از مشهد بازداشت شدند.[۴۹]
- محمدعلی جنت‌خواه، پایه‌گذار وبسایت ترفداری و فعال فضای سایبری.[۵۷]
- مجید شیعه علی از فعالان دانشجویی سابق، دانشجوی ستاره‌دار و عضو نهضت آزادی ایران در روز ۲ آذر ۱۴۰۱ توسط اطلاعات سپاه مشهد بازداشت شد و مدت 78 روز در بازداشت موقت بود که ۴۰ روز از این مدت را در سلول انفرادی گذراند. در نهایت بنابر ادعای دادگاه بدوی و تجدیدنظر مشمول عفو نشد. در دادگاه بدوی مجموعا شش سال و نیم محکوم شد که در دادگاه تجدیدنظر به دو سال و نیم کاهش یافت. [۵۸]

## آمار کلی
موج بازداشت‌شدن معترضان با گسترده‌تر شدن دامنه اعتراضات آغاز شد. از سرنوشت بسیاری از بازداشت‌شدگان خیزش ۱۴۰۱ اطلاعات دقیقی در دست نیست؛ ولی بنا به گزارش بعضی منابع رسمی (تا پاییز ۱۴۰۱) علاوه بر زخمی شدن بیش از ۸٫۰۰۰ هزار نفر (آمار فقط یک استان)، دست‌کم ۶۰٫۰۰۰ تن نیز بازداشت شده‌اند.